# Mikołaj Puszcz ze Sprowy
Mikołaj Puszcz ze Sprowy herbu Poraj – starosta krakowski w latach 1372–1373, sędzia krakowski w latach 1361–1376, podstoli krakowski w latach 1351–1361.